# شركة الرياضة السعودية
شركة الرياضة السعودية واختصارًا إس إس سي (بالإنجليزية: SSC) هي شبكة رياضية سعودية تتكون من تسع قنوات، تملك حقوق  لبطولات ومنافسات قارِّية ومحلية، تم الإعلان عنها في 21 يوليو 2021.

## البطولات

### كرة القدم
- كأس العالم للأندية
- دوري أبطال آسيا للنخبة[2]
- دوري أبطال آسيا 2 [3]
- التصفيات الآسيوية المؤهلة لكأس العالم 2022
- التصفيات الأفريقية المؤهلة لكاس العالم 2022
- كأس ملك إسبانيا
- كأس العرب للأندية الأبطال[4]
- كأس السوبر الإسباني
- الدوري البرتغالي
- الدوري البرازيلي[5]
- كأس الدوري البرتغالي

### سباق السيارات
- فورمولا 1
- فورمولا إي
- إكستريم إي - Extreme E

### كرة القدم الأمريكية
- الدوري الوطني لكرة القدم الأمريكية (NFL)

## البرامج
تبث جميع البرامج على قناة SSC | NEWS HD المتوفرة مجانًا على منصة شاهد، أو على تردد القناة الفضائي عبر القمر الصناعي عربسات.
- برا ال18 برنامج حواري يهتم بكل ما يختص بالكرة السعودية، يُبَث من الأحد إلى الخميس ويقدمه عبد الرحمن الحميدي.[6]
- راوند أب برنامج تحليلي يُبَث قبل وبعد كل جولة من الدوري السعودي، ويقدمه سلطان الغشيان.[7]
- سوشل برنامج تفاعلي يستعرض آخر أخبار الكرة السعودية، بالإضافة لمنشورات الجماهير وتفاعلهم عبر مواقع التواصل الاجتماعي، ويُقدِّمه عمر المقري وعبد العزيز الجوهر.[8]
- الڤار برنامج تحكيمي يرصد أبرز اللقطات التحكيمية المثيرة للجدل كل جولة، ويُقدِّمه الحكم الدولي السابق فهد المرداسي.[9]

## القنوات
تتكون الباقة HD من 9 قنوات متوفرة على باقة جوبكس فضائيًّا ومنصة شاهد رقميًّا:
- SSC | NEWS
- SSC | 1
- SSC | 2
- SSC | 3
- SSC | 4
- SSC | 5
- SSC | EXTRA 1
- SSC | EXTRA 2
- SSC | EXTRA 3

## طاقم القناة

### المعلقون[12]
- علي سعيد الكعبي
- فارس عوض
- فهد العتيبي
- مدحت شلبي
- عيسى الحربين
- عبد الله الحربي

- حماد العنزي
- جعفر الصليح
- راشد الدوسري
- محمد الخامسي

- خالد المديفر
- سليمان الشريف

### المذيعون[13]
- عبدالعزيز البكر
- لخضر بريش[14][15]
- عبد الرحمن الحميدي
- تركي الشديد
- عبد العزيز الجوهر
- محمد خاتم
- عمر المقري
- عبد العزيز العبدان
- نايف المطيري

### المراسلون
- خالد العرافة
- فيصل الملوقي
- عبد العزيز الجميعة
- مساعد الصقعبي
- بدر العثمان
- بدر رافع
- ناصر القحطاني
- مساعد المحمود
- عبد الرحمن الشقاري
- عمار باحكيم.[16]

### المحللون
- حازم إمام
- أحمد عفيفي
- تامر بدوي
- محيسن الجمعان
- بدر الحقباني
- مناف أبو شقير
- عمر الغامدي
- عايض مبخوت
- أحمد الحربي
- عيسى المحياني
- فايز السبيعي
- حمد المنتشري
- صالح الداوود
- عبيد الله العيسى.[17]